# AFC Challenge Cup 2010
De AFC Challenge Cup 2010 was een voetbaltoernooi dat werd georganiseerd door Sri Lanka van 16 tot en met 27 februari 2010. De winnaar kwalificeerde zich voor de Azië Cup 2011. Als India haar titel van 2008 met succes zou verdedigen, dan zou de verliezende finalist zich kwalificeren.

## Kwalificatie
- 17 teams zullen deelnemen aan de kwalificatie.
- 3 teams zijn automatisch gekwalificeerd.

### Gekwalificeerde landen
| Land         | Gekwalificeerd als       | Vorige deelnames in toernooi12 |
| ------------ | ------------------------ | ------------------------------ |
| India        | Automatisch, Titelhouder | 3 (2006, 2008)                 |
| Noord-Korea  | Automatisch              | 2 (2008)                       |
| Tadzjikistan | Automatisch              | 3 (2006, 2008)                 |
| Birma        | Winnaar groep A          | 2 (2008)                       |
| Turkmenistan | Winnaar groep B          | 2 (2008)                       |
| Kirgizië     | Winnaar groep C          | 2 (2006)                       |
| Sri Lanka    | Winnaar groep D          | 3 (2006, 2008)                 |
| Bangladesh   | Beste nummer 2           | 2 (2006)                       |

## Stadions
| · Colombo Speellocatie | Colombo                                |
| · Colombo Speellocatie | Sugathadasa Stadium Capaciteit: 30.000 |
| · Colombo Speellocatie | CR & FC Grounds Capaciteit: 5.550      |
| · Colombo Speellocatie | (Sugatadasa)                           |

## Groepsfase

### Groep A
| Land         | Gsp | Win | Gel | Ver | DV | DT | +/- | Pnt |
| ------------ | --- | --- | --- | --- | -- | -- | --- | --- |
| Tadzjikistan | 3   | 2   | 0   | 1   | 7  | 3  | +4  | 6   |
| Myanmar      | 3   | 2   | 0   | 1   | 6  | 4  | +2  | 6   |
| Sri Lanka    | 3   | 1   | 0   | 2   | 4  | 7  | −3  | 3   |
| Bangladesh   | 3   | 1   | 0   | 2   | 3  | 6  | −3  | 3   |

|                                                      |              |                  |                        |                                                                                |
| 16 februari 2010 «onderlinge duels» 16:00 (UTC+5:30) | Tadzjikistan | 1 – 2            | Bangladesh             | Sugathadasa Stadium, Colombo Toeschouwers: 1.000 Scheidsrechter: Hajime Matsuo |
| 16 februari 2010 «onderlinge duels» 16:00 (UTC+5:30) | Rabiev 70'   | Wedstrijdverslag | E. Hoque 67' Meshu 74' | Sugathadasa Stadium, Colombo Toeschouwers: 1.000 Scheidsrechter: Hajime Matsuo |

|                                                      |                                                           |                  |           |                                                                                  |
| 16 februari 2010 «onderlinge duels» 19:00 (UTC+5:30) | Myanmar                                                   | 4 – 0            | Sri Lanka | Sugathadasa Stadium, Colombo Toeschouwers: 3.000 Scheidsrechter: Alireza Faghani |
| 16 februari 2010 «onderlinge duels» 19:00 (UTC+5:30) | Kyaw Thi Ha 39' Yan Paing 71' Pai Soe 81' Myo Min Tun 87' | Wedstrijdverslag |           | Sugathadasa Stadium, Colombo Toeschouwers: 3.000 Scheidsrechter: Alireza Faghani |

|                                                      |             |                  |                             |                                                                                  |
| 18 februari 2010 «onderlinge duels» 16:00 (UTC+5:30) | Bangladesh  | 1 – 2            | Myanmar                     | Sugathadasa Stadium, Colombo Toeschouwers: 500 Scheidsrechter: Mukhtar Al-Yarimi |
| 18 februari 2010 «onderlinge duels» 16:00 (UTC+5:30) | Hossain 49' | Wedstrijdverslag | Tun Tun Win 16' Pai Soe 32' | Sugathadasa Stadium, Colombo Toeschouwers: 500 Scheidsrechter: Mukhtar Al-Yarimi |

|                                                      |                |                  |                                   |                                                                          |
| 18 februari 2010 «onderlinge duels» 19:00 (UTC+5:30) | Sri Lanka      | 1 – 3            | Tadzjikistan                      | Sugathadasa Stadium, Colombo Toeschouwers: 1.000 Scheidsrechter: Tan Hai |
| 18 februari 2010 «onderlinge duels» 19:00 (UTC+5:30) | Dalpethado 78' | Wedstrijdverslag | Rabimov 13' Fatkhuloev 32', 90+2' | Sugathadasa Stadium, Colombo Toeschouwers: 1.000 Scheidsrechter: Tan Hai |

|                                                      |                                    |                  |         |                                                                                                |
| 20 februari 2010 «onderlinge duels» 15:00 (UTC+5:30) | Tadzjikistan                       | 3 – 0            | Myanmar | Royal College Sports Complex, Colombo Toeschouwers: 100 Scheidsrechter: Nawaf Abdulla Ghayyath |
| 20 februari 2010 «onderlinge duels» 15:00 (UTC+5:30) | Rabimov 33' Hakimov 52' Rabiev 88' | Wedstrijdverslag |         | Royal College Sports Complex, Colombo Toeschouwers: 100 Scheidsrechter: Nawaf Abdulla Ghayyath |

|                                                      |                                               |                  |            |                                                                                    |
| 20 februari 2010 «onderlinge duels» 15:00 (UTC+5:30) | Sri Lanka                                     | 3 – 0            | Bangladesh | Sugathadasa Stadium, Colombo Toeschouwers: 600 Scheidsrechter: Chaiya Alee Mahapab |
| 20 februari 2010 «onderlinge duels» 15:00 (UTC+5:30) | Kaiz 7' Wellala Hettige 43' Shanmugarajah 79' | Wedstrijdverslag |            | Sugathadasa Stadium, Colombo Toeschouwers: 600 Scheidsrechter: Chaiya Alee Mahapab |

### Groep B
| Land         | Gsp | Win | Gel | Ver | DV | DT | +/- | Pnt |
| ------------ | --- | --- | --- | --- | -- | -- | --- | --- |
| Noord-Korea  | 3   | 2   | 1   | 0   | 8  | 1  | +7  | 7   |
| Turkmenistan | 3   | 2   | 1   | 0   | 3  | 1  | +2  | 7   |
| Kirgizië     | 3   | 1   | 0   | 2   | 2  | 6  | −4  | 3   |
| India        | 3   | 0   | 0   | 3   | 1  | 6  | −5  | 0   |

|                                                      |                   |                  |                               |                                                                                       |
| 17 februari 2010 «onderlinge duels» 16:00 (UTC+5:30) | India             | 1 – 2            | Kirgizië                      | Sugathadasa Stadium, Colombo Toeschouwers: 800 Scheidsrechter: Nawaf Abdulla Ghayyath |
| 17 februari 2010 «onderlinge duels» 16:00 (UTC+5:30) | Franco 58' (pen.) | Wedstrijdverslag | I. Amirov 15' Zemlianuhin 32' | Sugathadasa Stadium, Colombo Toeschouwers: 800 Scheidsrechter: Nawaf Abdulla Ghayyath |

|                                                      |                     |                  |               |                                                                                    |
| 17 februari 2010 «onderlinge duels» 19:00 (UTC+5:30) | Noord-Korea         | 1 – 1            | Turkmenistan  | Sugathadasa Stadium, Colombo Toeschouwers: 400 Scheidsrechter: Chaiya Alee Mahapab |
| 17 februari 2010 «onderlinge duels» 19:00 (UTC+5:30) | Ryang Yong – Gi 51' | Wedstrijdverslag | Garadanow 36' | Sugathadasa Stadium, Colombo Toeschouwers: 400 Scheidsrechter: Chaiya Alee Mahapab |

|                                                      |          |                  |                                                                           |                                                                                |
| 19 februari 2010 «onderlinge duels» 16:00 (UTC+5:30) | Kirgizië | 0 – 4            | Noord-Korea                                                               | Sugathadasa Stadium, Colombo Toeschouwers: 300 Scheidsrechter: Andre El Haddad |
| 19 februari 2010 «onderlinge duels» 16:00 (UTC+5:30) |          | Wedstrijdverslag | Pak Song-Chol 29' Pak Kwang-Ryong 47' Choe Myong-Ho 65' Ri Chol-Myong 68' | Sugathadasa Stadium, Colombo Toeschouwers: 300 Scheidsrechter: Andre El Haddad |

|                                                      |                      |                  |       |                                                                              |
| 19 februari 2010 «onderlinge duels» 19:00 (UTC+5:30) | Turkmenistan         | 1 – 0            | India | Sugathadasa Stadium, Colombo Toeschouwers: 450 Scheidsrechter: Hajime Matsuo |
| 19 februari 2010 «onderlinge duels» 19:00 (UTC+5:30) | Garadanow 24' (pen.) | Wedstrijdverslag |       | Sugathadasa Stadium, Colombo Toeschouwers: 450 Scheidsrechter: Hajime Matsuo |

|                                                      |       |                  |                                              |                                                                        |
| 21 februari 2010 «onderlinge duels» 15:00 (UTC+5:30) | India | 0 – 3            | Noord-Korea                                  | Sugathadasa Stadium, Colombo Toeschouwers: 300 Scheidsrechter: Tan Hai |
| 21 februari 2010 «onderlinge duels» 15:00 (UTC+5:30) |       | Wedstrijdverslag | Ryang Yong – Gi 36' (72) Choe Chol – Man 57' | Sugathadasa Stadium, Colombo Toeschouwers: 300 Scheidsrechter: Tan Hai |

|                                                      |                |                  |          |                                                                                         |
| 21 februari 2010 «onderlinge duels» 15:00 (UTC+5:30) | Turkmenistan   | 1 – 0            | Kirgizië | Royal College Sports Complex, Colombo Toeschouwers: 100 Scheidsrechter: Andre El Haddad |
| 21 februari 2010 «onderlinge duels» 15:00 (UTC+5:30) | Nurmyradow 70' | Wedstrijdverslag |          | Royal College Sports Complex, Colombo Toeschouwers: 100 Scheidsrechter: Andre El Haddad |

## Knockoutfase
|  | halve finale          | halve finale          |       |                       | finale                | finale |
|  |                       |                       |       |                       |                       |        |
|  | 24 februari – Colombo |                       |       |                       |                       |        |
|  | Tadzjikistan          | 0                     |       |                       |                       |        |
|  | Turkmenistan          | 2                     |       |                       |                       |        |
|  |                       |                       |       |                       |                       |        |
|  |                       |                       |       |                       | 27 februari – Colombo |        |
|  |                       |                       |       |                       | Turkmenistan          | 1 (4)  |
|  |                       | Noord-Korea           | 1 (5) |                       |                       |        |
|  |                       |                       |       |                       |                       |        |
|  |                       |                       |       |                       | derde plaats          |        |
|  | 24 februari – Colombo | 24 februari – Colombo |       | 27 februari – Colombo | 27 februari – Colombo |        |
|  | Noord-Korea           | 5                     |       | Tadzjikistan          | 1                     |        |
|  | Myanmar               | 0                     |       |                       | Myanmar               | 0      |

### Halve finales
|                                                      |              |                  |                       |                                                                                |
| 24 februari 2010 «onderlinge duels» 15:30 (UTC+5:30) | Tadzjikistan | 0 – 2            | Turkmenistan          | Sugathadasa Stadium, Colombo Toeschouwers: 300 Scheidsrechter: Alireza Faghani |
| 24 februari 2010 «onderlinge duels» 15:30 (UTC+5:30) |              | Wedstrijdverslag | Amanow 33' Urazow 42' | Sugathadasa Stadium, Colombo Toeschouwers: 300 Scheidsrechter: Alireza Faghani |

|                                                      |                                                                                      |                  |         |                                                                                  |
| 24 februari 2010 «onderlinge duels» 19:00 (UTC+5:30) | Noord-Korea                                                                          | 5 – 0            | Myanmar | Sugathadasa Stadium, Colombo Toeschouwers: 400 Scheidsrechter: Mukhtar Al-Yarimi |
| 24 februari 2010 «onderlinge duels» 19:00 (UTC+5:30) | Choe Myong – Ho 6' Choe Chol – Man 12', 73' Pak Song – Chol 13' Kim Seong – Yong 85' | Wedstrijdverslag |         | Sugathadasa Stadium, Colombo Toeschouwers: 400 Scheidsrechter: Mukhtar Al-Yarimi |

### Wedstrijd voor 3/4e plaats
|                                                      |              |                  |         |                                                                                |
| 27 februari 2010 «onderlinge duels» 15:30 (UTC+5:30) | Tadzjikistan | 1 – 0            | Myanmar | Sugathadasa Stadium, Colombo Toeschouwers: 300 Scheidsrechter: Andre El Haddad |
| 27 februari 2010 «onderlinge duels» 15:30 (UTC+5:30) | Hakimov 11'  | Wedstrijdverslag |         | Sugathadasa Stadium, Colombo Toeschouwers: 300 Scheidsrechter: Andre El Haddad |

### Finale
|                                                      |               |                  |                     |                                                                                  |
| 27 februari 2010 «onderlinge duels» 19:00 (UTC+5:30) | Turkmenistan  | 1 – 1            | Noord-Korea         | Sugathadasa Stadium, Colombo Toeschouwers: 3.000 Scheidsrechter: Alireza Faghani |
| 27 februari 2010 «onderlinge duels» 19:00 (UTC+5:30) | Şamyradow 33' | Wedstrijdverslag | Ryang Yong – Gi 75' | Sugathadasa Stadium, Colombo Toeschouwers: 3.000 Scheidsrechter: Alireza Faghani |

|                                                      |       | strafschoppen                                                                     |  |
| Öwekow Garadanow Şamyradow Rejepow Nurmyradow Amanow | 4 – 5 | Pak Song-Chol Ryang Yong-Gi Chae Tu-Yong Pak Yong-Jin Ri Chol-Myong Ri Kwang-Hyok |  |

| AFC Challenge Cup 2010 Winnaar |
| ------------------------------ |
| Noord-Korea Eerste titel       |

## Prijzen
| Gouden schoen                | Gouden schoen                | Gouden schoen                | Meest waardevolle speler     | Meest waardevolle speler     | Meest waardevolle speler     | Fair Play Prijs | Fair Play Prijs | Fair Play Prijs |
| ---------------------------- | ---------------------------- | ---------------------------- | ---------------------------- | ---------------------------- | ---------------------------- | --------------- | --------------- | --------------- |
| Ryang Yong-Gi ( Noord-Korea) | Ryang Yong-Gi ( Noord-Korea) | Ryang Yong-Gi ( Noord-Korea) | Ryang Yong-Gi ( Noord-Korea) | Ryang Yong-Gi ( Noord-Korea) | Ryang Yong-Gi ( Noord-Korea) | Noord-Korea     | Noord-Korea     | Noord-Korea     |

## Doelpuntenmakers
4 doelpunten
- Ryang Yong-Gi

3 doelpunten
- Choe Chol-Man

2 doelpunten
- Pai Soe
- Choe Myong-Ho
- Pak Song-Chol

- Fatkhullo Fatkhuloev
- Numonjon Hakimov
- Yusuf Rabiev

- Ibrahim Rabimov
- Mämmedaly Garadanow

1 doelpunt
- Enamul Hoque
- Mohamed Zahid Hossain
- Atiqur Rahman Meshu
- Denzil Franco
- Ildar Amirov
- Anton Zemlianuhin
- Kyaw Thi Ha

- Myo Min Tun
- Tun Tun Win
- Yan Paing
- Kim Seong-Yong
- Pak Kwang-Ryong
- Ri Chol-Myong
- Philip Dalpethado

- Chathura Gunarathna
- Shafraz Kaiz
- S. Sanjeev
- Arslanmyrat Amanow
- Begli Nurmyradow
- Berdi Şamyradow
- Didargylyç Urazow

Toernooi: 2006 · 2008 · 2010 · 2012 · 2014

Kwalificatie: 2008 · 2010 · 2012 · 2014